# Amédée Guillemin

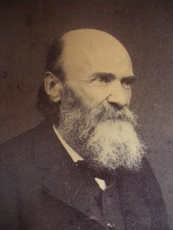
Amédée Guillemin.

Amédée Victor Guillemin, född den 5 juli 1826 i Pierre-de-Bresse, död där den 2 januari 1893, var en fransk populär naturvetenskaplig skriftställare. 
Guillemin, som var professor i matematik i Paris, utgav bland annat Les mondes, causeries astronomiques (1861), Le ciel (1864; 5:e upplagan 1877), La lune (1865; svensk översättning "Månen" 1877), Élements de cosmographie (1866; 3:e upplagan 1891), Les phénomènes de la physique (1867), Les applications de la physique aux sciences (1873), La vapeur (samma år), Le soleil (samma år), Les comètes (1874; ny upplaga 1887), La lumière et les couleurs (1875), Le son (1876), Les étoiles (1877), Le monde physique (5 band, 1880–1885) och Petite encyclopédie populaire (12 bd, 1886–1891).